# Mühlacker
Mühlacker è una città tedesca di 26 394 abitanti, situata nel land del Baden-Württemberg.

## Amministrazione

### Gemellaggi
- Bassano del Grappa